# The Circles
I Circles furono un gruppo musicale mod revival inglese in attività tra il 1979 e il 1981.

## Storia
Nascono a Wolverhampton (West Midlands) nel 1979 dall'idea di Mick Walker e Tony Howells, e come molte altre band del periodo seguono il movimento revivalistico modernista lanciato dai The Jam.
Durante il loro breve periodo di attività producono vari singoli che verranno poi raccolti nell'album autoprodotto Demos, Out-Takes & Rarities 1978 - 1981, tra cui pezzi come Opening up (edito dalla Graduate Records), di cui il gruppo punk revival Cute Lepers ha inserito una cover nell'album Can't Stand Modern Music, Angry Voices (Vertigo Records), Billy e Circles. Ad ogni modo non riuscirono mai a trovare una casa discografica che gli permetta di realizzare un album musicale, e dopo vari tentativi si sciolsero nel 1981.
Nel 1999 in occasione del ventesimo anniversario del Mods Mayday '79, la band si riunì producendo un EP intitolato Private World, su etichetta Detour Records, contenente 12 tracce tra vecchi singoli e brani inediti, tra cui una cover di Shake di Sam Cooke e All or nothing degli Small Faces.
Nel 2000 producono, sempre su Detour Records, l'album Looking Back, composto interamente da pezzi inediti, alcuni dei quali già inseriti nell'EP precedente.

## Discografia

### Album
- 2000 - Looking Back

### EP
- 1980 - Demos, Out-Takes & Rarities 1978 - 1981
- 1999 - Private World

### Singoli
- 1979 - Opening Up
- 1980 - Voices
- 1985 - Circles
- 1999 - Private World/All or Nothing